# Соколец (Тернопольская область)
Соколец (укр. Сокілець) — село в Золотопотокской поселковой общине Чортковского района Тернопольской области Украины.
До 2020 года входило в Бучачский район.
Код КОАТУУ — 6121283805. Население по переписи 2001 года составляло 281 человек.

## Географическое положение
Село Соколец находится на правом берегу реки Стрыпа, которая через 2 км впадает в реку Днестр,
выше по течению на расстоянии в 4 км расположено село Скоморохи.

## История
- Село известно с XIV века.

## Объекты социальной сферы
- Школа I ст.
- Клуб.
- Фельдшерско-акушерский пункт.

## Достопримечательности
- Братская могила советских воинов.
- Церковь Покрова Пресвятой Богородицы (1635 г.)